# Vouzan
Vouzan (Vosan en occitan), est une commune du Sud-Ouest de la France, située dans le département de la Charente (région Nouvelle-Aquitaine).
Ses habitants sont les Vouzanais et les Vouzanaises.

## Géographie

### Localisation et accès
Vouzan est une commune située 16 km à l'est d'Angoulême, dont elle fait partie de l'aire urbaine.
Le bourg de Vouzan est aussi à 5 km au sud de Chazelles, 8 km à l'est de Garat et 13 km à l'est de Soyaux, chef-lieu de son canton.
À l'écart des grandes voies de circulation, la commune de Vouzan se trouve au sud de la D 4, route d'Angoulême à Nontron, qui passe à Garat et Bouëx, et au nord-est de la D 939, route d'Angoulême à Périgueux. La D 25, route d'Angoulême à Charras qui passe par Sers, fait la limite sud de la commune. L'ancien et le nouveau bourg sont desservis par la D 108, route de Sers à Saint-Germain-de-Montbron. La D 412, autre petite route transversale, irrigue aussi la commune et dessert les nombreux hameaux.

### Hameaux et lieux-dits
Vouzan n'a pas de véritable centre bourg. Le Vieux Vouzan comprend le château et l'église, et le Nouveau Bourg la mairie, l'école et une église plus récente. D'autres nombreux hameaux et fermes composent la commune et s'échelonnent le long des routes : l'Agneau, le Maine Gaubrun, la Paillerie, le Marais, la Coquille, le Mas, Jard, le Chatelard, Mirande, la Rochette, Coudour, Chez Matignon, etc. Les hameaux de la Maison Neuve et l'Épaud se trouvent sur la D 25.

### Communes limitrophes
| Bouëx | Chazelles | Saint-Germain-de-Montbron |
|       | Vouzan    | Grassac                   |
| Sers  |           |                           |

### Géologie et relief
La commune est située dans le calcaire du Bassin aquitain, à la limite du Jurassique au nord et du Crétacé au sud. La zone du Jurassique date entre le Callovien au nord-est (Mirande) et le Kimméridgien à l'ouest (chez Balluet).
Le calcaire crétacé (Cénomanien et Angoumien) occupe une grande moitié sud de la commune, et forme une cuesta regardant vers le nord-est, escarpement qu'on retrouve entre Grassac et le plateau d'Angoulême, limitant la zone crétacée de la moitié sud de la Charente.
Ce plateau est toutefois recouvert de dépôts du Tertiaire et du Quaternaire, sous forme de sable argileux, galets quartzeux, silex. Ces zones pauvres, situées en hauteur et souvent boisées (pin maritime et châtaignier), sont appelées localement landes ou brandes. La roche calcaire crétacée n'est donc visible qu'au centre de la commune, dans la cuvette où se situent les différents hameaux de Vouzan,,,.
La commune offre un relief assez contrasté. Les bourgs et hameaux se regroupent dans une vallée centrale orientée vers la vallée du Bandiat qui passe au nord. Des collines relativement hautes et boisées bordent le territoire communal, principalement au sud. Le point culminant de la commune est à une altitude de 204 m, situé en limite sud-est sur la D 34. Le point le plus bas est à 107 m, situé en limite nord-est à Mirande. Le Vieux Vouzan est à environ 140 m d'altitude et le nouveau bourg à 126 m d'altitude.

### Hydrographie

#### Réseau hydrographique

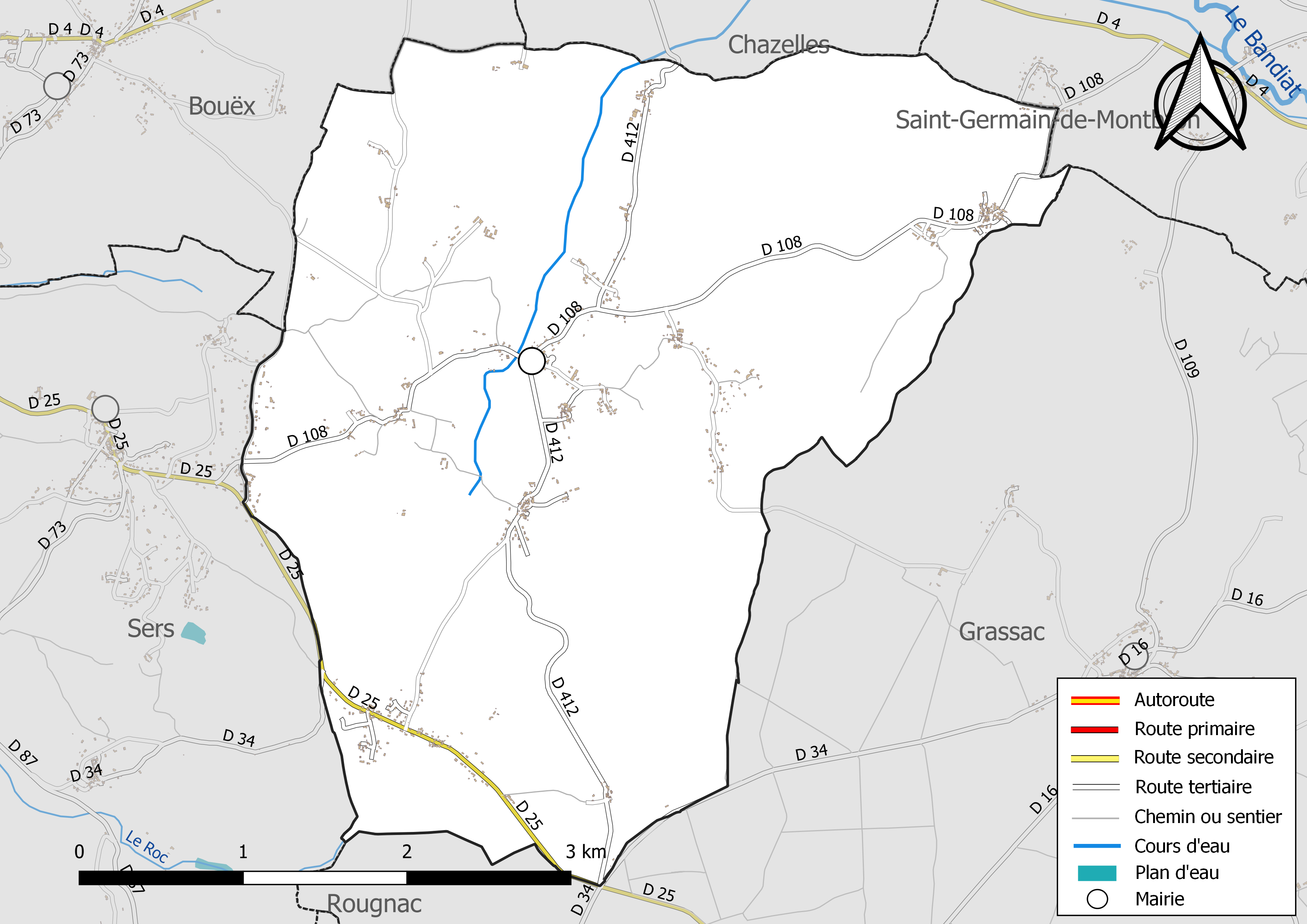
Réseaux hydrographique et routier de Vouzan.

La commune est située dans le bassin versant de la Charente et  le bassin de la Dordogne au sein du Bassin Adour-Garonne. Elle est drainée par des petits cours d'eau, qui constituent un réseau hydrographique de 3 km de longueur totale,.
Le ruisseau alimentant la commune de Vouzan prend sa source au sud de la commune, et coule de façon permanente vers le nord à partir du Moulin et de la mairie de Vouzan. Il passe aussi au pied du Chatelard avant de sortir de la commune et se dirige vers le Bandiat sans jamais l'atteindre car il s'enfonce sous terre au niveau du Grand Maine (commune de Chazelles) de par la nature karstique du sol.
À signaler aussi la fontaine de Fayan, située au sud de la commune au pied des Pascauds, alimentant le ruisseau du Roc affluent de l'Échelle sur la commune voisine de Sers, et dont l'eau disparaît par une perte au milieu d'un pré avant de réapparaître cent mètres plus loin.

#### Gestion des eaux
Le territoire communal est couvert par les schémas d'aménagement et de gestion des eaux (SAGE) « Charente » et « Isle - Dronne ». Le SAGE « Charente», dont le territoire correspond au bassin de la Charente, d'une superficie de 9 300 km2, a été approuvé le 19 novembre 2019. La structure porteuse de l'élaboration et de la mise en œuvre est l'établissement public territorial de bassin Charente. Le SAGE « Isle - Dronne», dont le territoire regroupe les bassins versants de l'Isle et de la Dronne, d'une superficie de 7 500 km2, a été approuvé le 2 août 2021. La structure porteuse de l'élaboration et de la mise en œuvre est l'établissement public territorial de bassin de la Dordogne (EPIDOR). Ils définissent chacun sur leur territoire les objectifs généraux d’utilisation, de mise en valeur et de protection quantitative et qualitative des ressources en eau superficielle et souterraine, en respect des objectifs de qualité définis dans le troisième SDAGE  du Bassin Adour-Garonne qui couvre la période 2022-2027, approuvé le 10 mars 2022.

### Climat
Comme dans les trois quarts sud et ouest du département, le climat est océanique aquitain.

## Urbanisme

### Typologie
Au 1er janvier 2024, Vouzan est catégorisée commune rurale à habitat dispersé, selon la nouvelle grille communale de densité à 7 niveaux définie par l'Insee en 2022.
Elle est située hors unité urbaine. Par ailleurs la commune fait partie de l'aire d'attraction d'Angoulême, dont elle est une commune de la couronne,. Cette aire, qui regroupe 94 communes, est catégorisée dans les aires de 50 000 à moins de 200 000 habitants,.

### Occupation des sols
L'occupation des sols de la commune, telle qu'elle ressort de la base de données européenne d’occupation biophysique des sols Corine Land Cover (CLC), est marquée par l'importance des forêts et milieux semi-naturels (53,7 % en 2018), une proportion sensiblement équivalente à celle de 1990 (54 %). La répartition détaillée en 2018 est la suivante : 
forêts (51,9 %), zones agricoles hétérogènes (28,4 %), terres arables (12,2 %), zones urbanisées (3,3 %), prairies (2,3 %), milieux à végétation arbustive et/ou herbacée (1,8 %). L'évolution de l’occupation des sols de la commune et de ses infrastructures peut être observée sur les différentes représentations cartographiques du territoire : la carte de Cassini (XVIIIe siècle), la carte d'état-major (1820-1866) et les cartes ou photos aériennes de l'IGN pour la période actuelle (1950 à aujourd'hui).

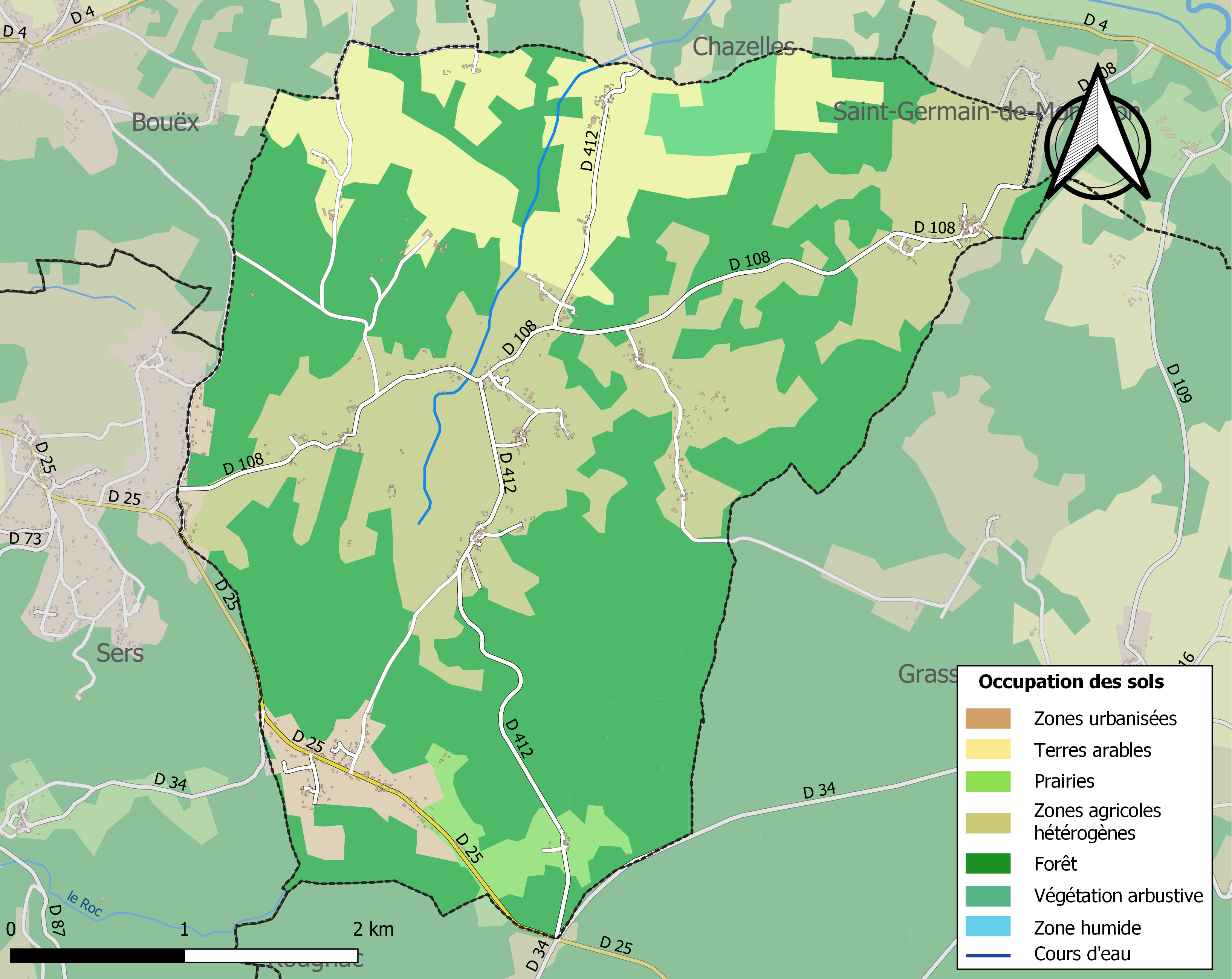
Carte des infrastructures et de l'occupation des sols de la commune en 2018 (CLC).

### Risques majeurs
Le territoire de la commune de Vouzan est vulnérable à différents aléas naturels : météorologiques (tempête, orage, neige, grand froid, canicule ou sécheresse) et séisme (sismicité faible). Il est également exposé à un risque technologique, le transport de matières dangereuses. Un site publié par le BRGM permet d'évaluer simplement et rapidement les risques d'un bien localisé soit par son adresse soit par le numéro de sa parcelle.

#### Risques naturels

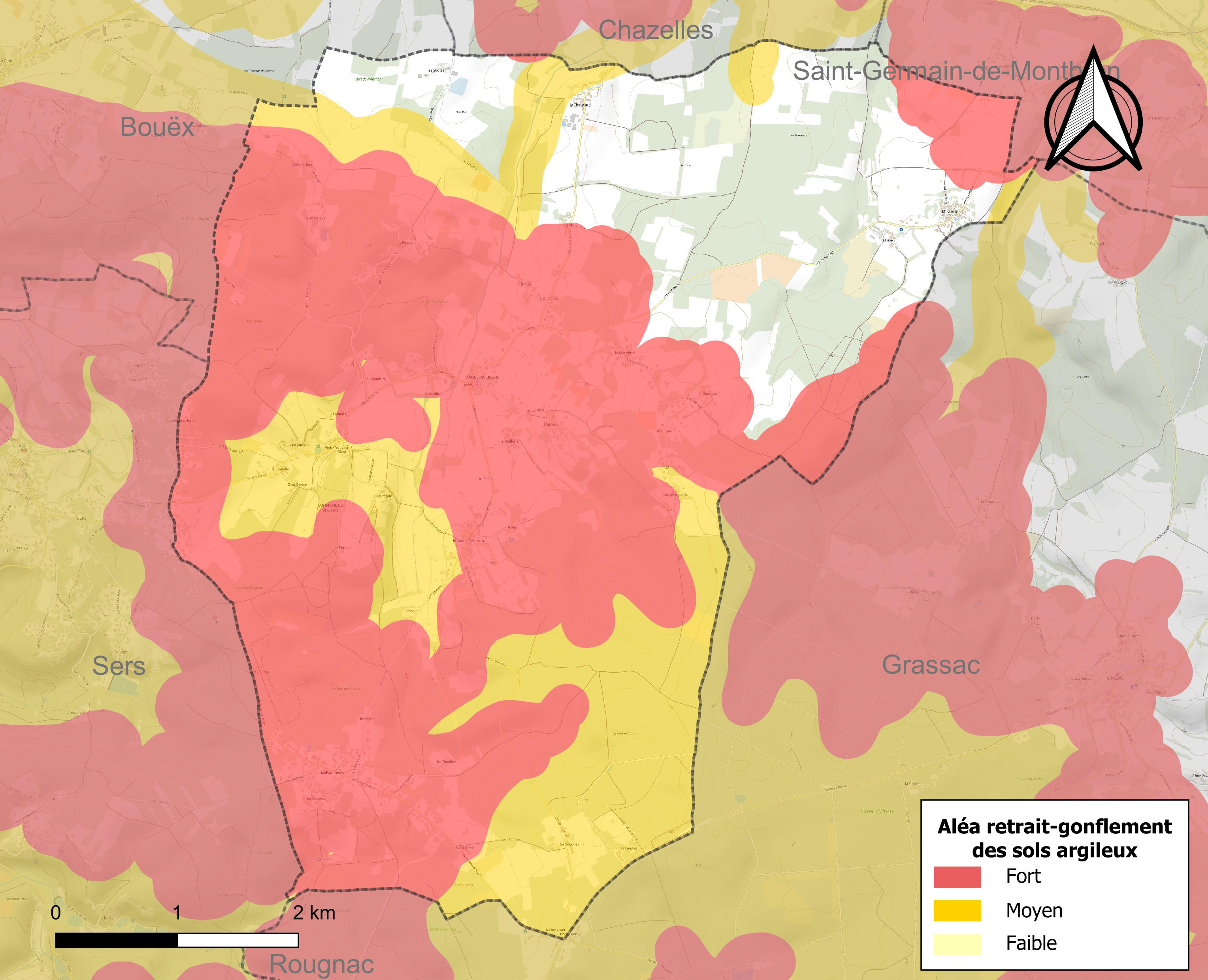
Carte des zones d'aléa retrait-gonflement des sols argileux de Vouzan.

Le retrait-gonflement des sols argileux est susceptible d'engendrer des dommages importants aux bâtiments en cas d’alternance de périodes de sécheresse et de pluie. 77,2 % de la superficie communale est en aléa moyen ou fort (67,4 % au niveau départemental et 48,5 % au niveau national). Sur les 366 bâtiments dénombrés sur la commune en 2019, 320 sont en aléa moyen ou fort, soit 87 %, à comparer aux 81 % au niveau départemental et 54 % au niveau national. Une cartographie de l'exposition du territoire national au retrait gonflement des sols argileux est disponible sur le site du BRGM,.
Par ailleurs, afin de mieux appréhender le risque d’affaissement de terrain, l'inventaire national des cavités souterraines permet de localiser celles situées sur la commune.
La commune a été reconnue en état de catastrophe naturelle au titre des dommages causés par les inondations et coulées de boue survenues en 1982, 1983 et 1999. Concernant les mouvements de terrains, la commune a été reconnue en état de catastrophe naturelle au titre des dommages causés par la sécheresse en 1990, 1992, 2003 et 2011 et par des mouvements de terrain en 1999.

#### Risques technologiques
Le risque de transport de matières dangereuses sur la commune est lié à sa traversée par une ou des infrastructures routières ou ferroviaires importantes ou la présence d'une canalisation de transport d'hydrocarbures. Un accident se produisant sur de telles infrastructures est susceptible d’avoir des effets graves sur les biens, les personnes ou l'environnement, selon la nature du matériau transporté. Des dispositions d’urbanisme peuvent être préconisées en conséquence.

## Toponymie
Les formes anciennes sont in vicaria Vosinensi en 906, in vicaria Vosninse en 923, Vozen en 1060-1075, Vosinno en 1110, Vosino, Vosen, Vousonio, Vosenio en 1376, Vossen en 1405.
L'origine du nom de Vouzan est obscure. Elle semble cependant être d'origine gauloise et paraît représenter Vosinnum, variante du gaulois Vosonnum. La forme Vosinum existait à l'époque carolingienne,.

### Dialecte
La commune est dans la partie occitane de la Charente qui en occupe le tiers oriental, et le dialecte est limousin.
Elle se nomme Vosan en occitan.

## Histoire

### Antiquité
Des vestiges préhistoriques et antiques attestent l'ancienneté de l'occupation.
Au sud-ouest de la commune, des vestiges de la voie romaine de Poitiers à Périgueux par Rom et Montignac ont été observés. Elle est appelée la Chaussée.
Non loin du ruisseau près du cimetière, des vestiges de constructions antiques et de tegulae ont été localisés.
Au pied du château, on a retrouvé les restes d'un cimetière d'époque mérovingienne (tombes creusées dans le roc),.
Le lieu-dit Mirande serait la villa Marendacus du cartulaire de l'abbaye de Saint-Cybard,.

### Moyen Âge
Vouzan a été le siège d'un archiprêtré jusqu'au XIIIe siècle, avant que ce dernier soit transféré à Grassac.
Entre le Xe et XVIIIe siècles, Vouzan était aussi le siège d'une viguerie, qui rendait la justice localement. Au nombre de six sous les Carolingiens, le comté d'Angoulême comptera une vingtaine de vigueries après son extension au XIe siècle.
La paroisse est restée unie au chapitre de la cathédrale d'Angoulême.
Dès le XIVe siècle la terre de Vouzan appartenait à la famille de Livenne. Pierre de Livenne, écuyer, est convoqué avec le ban des hommes d'armes de Saintonge en 1469. Son fils Jean de Livenne rend hommage pour ses terres le 22 mars 1509 à l'évêque d'Angoulême.
Le château de Vouzan était le siège d'un fief, dont les seigneurs avaient le droit de haute, moyenne et basse justice. Pierre de Livenne en était possesseur en 1408. Il se disait le continuateur de Guillaume Brun, qui était seigneur de Vouzan au tout début du XIVe siècle.

### Ancien Régime
Par un acte du 17 septembre 1557, Seguin de Livenne partagea ses domaines entre ses deux fils : Étienne conserva Vouzan et Pierre eut la Bergerie.
Au XVIIe siècle, Vouzan et la Bergerie furent de nouveau réunis entre les mains de la famille Raoul. Le 9 novembre 1609, Charles Raoul, écuyer, seigneur de la Fontaine, acquit Vouzan pour la somme de 12 227 livres, d'Hubert Cumont, écuyer, seigneur de Chantemerlière, et d'Anne de Livenne, sa femme. En 1640, son fils, Samuel Raoul, se rendit acquéreur de la Bergerie.
Le 3 juillet 1651 ou 1655[réf. nécessaire], Marie Raoul, fille de Samuel Raoul, et de Claude Guérin, épousa Jacques d'Abzac, chevalier, marquis de Pressac, fils de Raymond d'Abzac, et d'Anne d'Alloue, et lui porta en dot les terres de Vouzan et de la Bergerie. La famille d'Abzac conserva ces domaines jusqu'en 1720, date de leur vente à Noël Arnaud, écuyer, seigneur de Bouëx, pour 140 000 livres.
Lors des guerres de religion, l'église de Vouzan fut presque entièrement détruite.
Les registres de l'état civil remontent à 1616.
Mirande, situé actuellement en limite de la commune de Marthon, était un fief relevant de cette dernière baronnie. Le seigneur de Mirande appartenait, à la fin du XVe siècle, à François Dexmier, seigneur de Chenon, puis il est passé à la famille Delagarde, ou plutôt de Galard, dont l'un de ses descendants, Charles de Galard de Béarn, sera seigneur de Mirande et du Pouyaud au XVIIe siècle.

### Époque moderne
En 1902, le château fut acquis par le comte de Thienne.
Au XIXe siècle et début du XXe siècle, la principale industrie était la production de charbon de bois, dont la majeure partie se vendait sur la place d'Angoulême.

## Administration
| Période                                  | Période  | Identité           | Étiquette | Qualité                   |
| ---------------------------------------- | -------- | ------------------ | --------- | ------------------------- |
| Les données manquantes sont à compléter. |          |                    |           |                           |
| 2001                                     | 2014     | Jean Rémond        | SE        | Architecte retraité       |
| 2014                                     | 2017     | Jacqueline Lacroix | SE        | Chargée de mission emploi |
| 2017                                     | En cours | Thierry Hureau     | Horizons  |                           |

## Démographie

### Évolution démographique
L'évolution du nombre d'habitants est connue à travers les recensements de la population effectués dans la commune depuis 1793. Pour les communes de moins de 10 000 habitants, une enquête de recensement portant sur toute la population est réalisée tous les cinq ans, les populations de référence des années intermédiaires étant quant à elles estimées par interpolation ou extrapolation. Pour la commune, le premier recensement exhaustif entrant dans le cadre du nouveau dispositif a été réalisé en 2007.

En 2022, la commune comptait 822 habitants, en évolution de +6,48 % par rapport à 2016 (Charente : −0,48 %, France hors Mayotte : +2,11 %).
| 1793 | 1800 | 1806 | 1821 | 1831 | 1841 | 1846 | 1851 | 1856 |
| ---- | ---- | ---- | ---- | ---- | ---- | ---- | ---- | ---- |
| 762  | 767  | 809  | 721  | 869  | 873  | 910  | 905  | 858  |

| 1861 | 1866 | 1872 | 1876 | 1881 | 1886 | 1891 | 1896 | 1901 |
| ---- | ---- | ---- | ---- | ---- | ---- | ---- | ---- | ---- |
| 893  | 794  | 720  | 731  | 718  | 689  | 660  | 614  | 605  |

| 1906 | 1911 | 1921 | 1926 | 1931 | 1936 | 1946 | 1954 | 1962 |
| ---- | ---- | ---- | ---- | ---- | ---- | ---- | ---- | ---- |
| 651  | 606  | 500  | 451  | 474  | 432  | 374  | 356  | 383  |

| 1968 | 1975 | 1982 | 1990 | 1999 | 2006 | 2007 | 2012 | 2017 |
| ---- | ---- | ---- | ---- | ---- | ---- | ---- | ---- | ---- |
| 338  | 347  | 497  | 674  | 678  | 650  | 646  | 735  | 780  |

| 2022 | - | - | - | - | - | - | - | - |
| ---- | - | - | - | - | - | - | - | - |
| 822  | - | - | - | - | - | - | - | - |

### Pyramide des âges
La population de la commune est relativement jeune.
En 2018, le taux de personnes d'un âge inférieur à 30 ans s'élève à 35 %, soit au-dessus de la moyenne départementale (30,2 %). À l'inverse, le taux de personnes d'âge supérieur à 60 ans est de 24,6 % la même année, alors qu'il est de 32,3 % au niveau départemental.
En 2018, la commune comptait 411 hommes pour 380 femmes, soit un taux de 51,96 % d'hommes, largement supérieur au taux départemental (48,41 %).
Les pyramides des âges de la commune et du département s'établissent comme suit.
| Hommes | Classe d’âge | Femmes |
| ------ | ------------ | ------ |
| 0,0    | 90 ou +      | 0,5    |
| 4,4    | 75-89 ans    | 6,3    |
| 19,5   | 60-74 ans    | 18,6   |
| 19,9   | 45-59 ans    | 22,0   |
| 19,4   | 30-44 ans    | 19,7   |
| 13,1   | 15-29 ans    | 14,5   |
| 23,8   | 0-14 ans     | 18,4   |

| Hommes | Classe d’âge | Femmes |
| ------ | ------------ | ------ |
| 1      | 90 ou +      | 2,7    |
| 9,2    | 75-89 ans    | 12     |
| 20,6   | 60-74 ans    | 21,3   |
| 20,7   | 45-59 ans    | 20,3   |
| 16,8   | 30-44 ans    | 16     |
| 15,6   | 15-29 ans    | 13,4   |
| 16,1   | 0-14 ans     | 14,3   |

## Économie

### Agriculture
La viticulture occupe une petite partie de l'activité agricole. La commune est située dans les Bons Bois, dans la zone d'appellation d'origine contrôlée du cognac.

## Équipements et services

### Enseignement
L'école publique est un RPI entre Sers et Vouzan. Sers accueille l'école primaire et Vouzan l'école élémentaire, qui a deux classes. Le secteur du collège est Villebois-Lavalette.

## Lieux et monuments

### Patrimoine civil
Le château de Vouzan, dont la façade nord est accostée d'échauguettes sur contreforts est du XVe siècle, alors que la chapelle castrale remonte au XIIe siècle mais a été rénovée au XVIIe siècle, période de construction du portail monumental couronné d'un parapet festonné. Une tour polygonale sectionnée est enclavée dans des bâtiments modernes. Il comporte aussi un pigeonnier carré, et un  parc qui contient des vestiges archéologiques. L'ensemble a été inscrit monument historique le 31 décembre 1986.

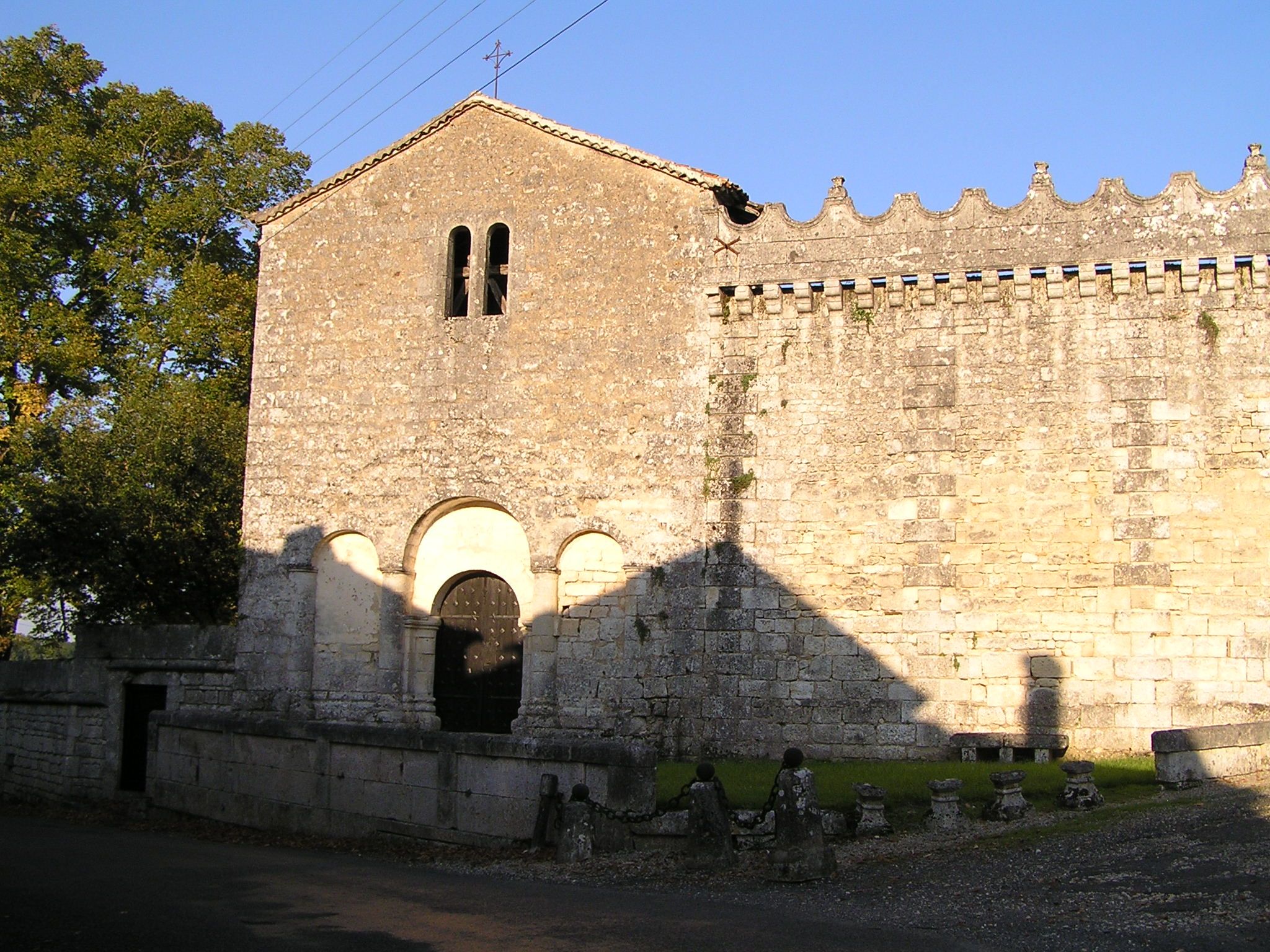
L'église castrale
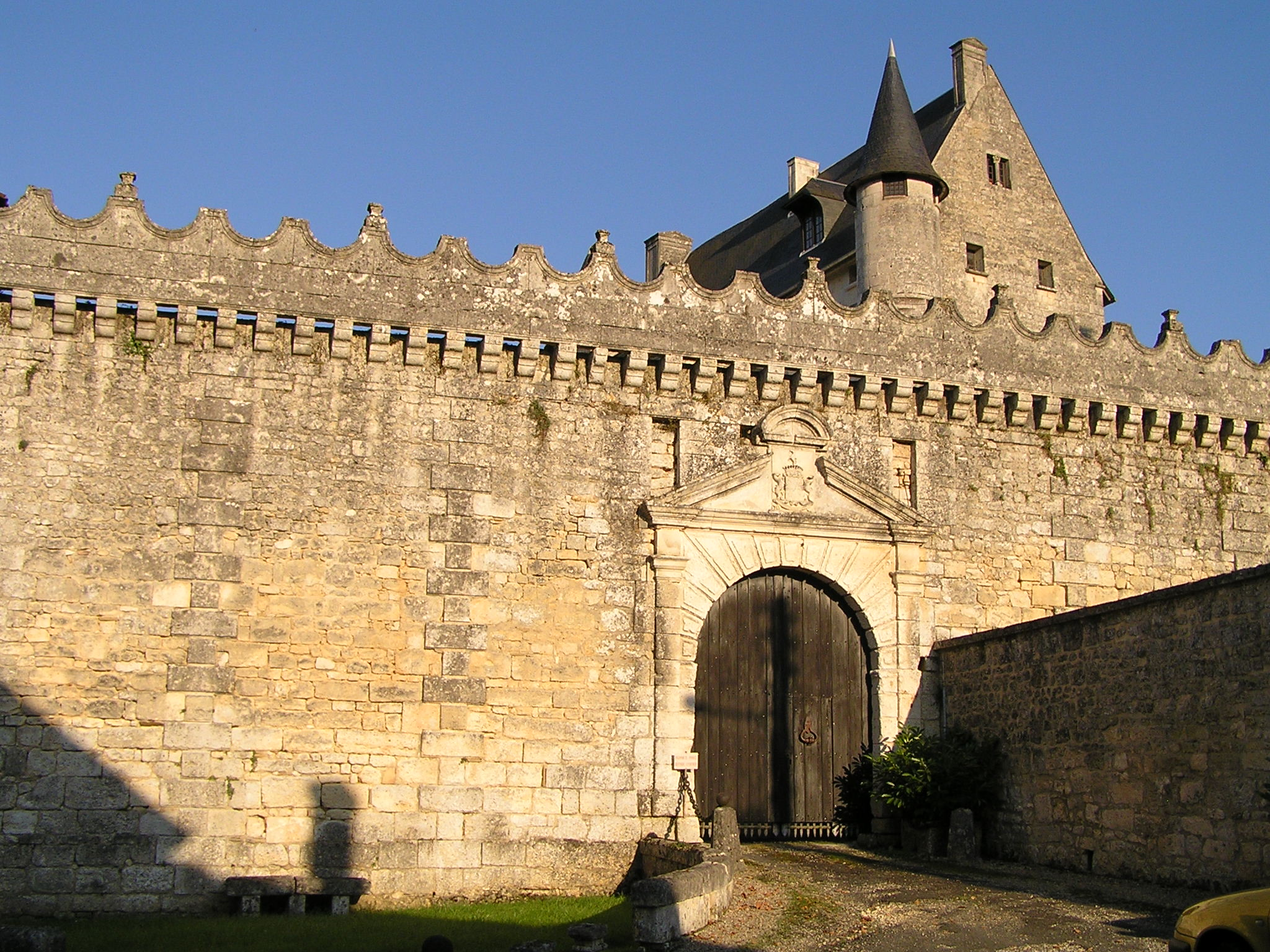
L'entrée du château

### Patrimoine environnemental
La forêt d'Horte.

## Personnalités liées à la commune
- Dominique Piéchaud, artiste-sculpteur, médailleur, restaurateur du château dans les années 1980[réf. nécessaire].